# دوستی (جماعت)
دوستی جماعت و شهرکی در جنوب غربی کشور تاجیکستان است که در ناحیهٔ قوم‌سنگیر ولایت ختلان قرار دارد. جمعیت این جماعت ۱۰۴۳۰ است.